# Sergiuschor Weingarten
Der Sergius-Chor Weingarten war ein Männerchor in Weingarten (Landkreis Ravensburg, Baden-Württemberg), der sich der ostkirchlichen Musik verschrieben hat.

## Geschichte
1976 kam Pater Lukas Weichenrieder, später Abt Lukas, ins Benediktinerkloster Weingarten. In Verwirklichung des päpstlichen Auftrags aus dem Jahr 1924 an die Benediktiner, sich der Ostkirchen anzunehmen, hatte er sich während seiner Studienjahre am Päpstlichen Collegium Russicum in Rom mit der ostkirchlichen Liturgie vertraut gemacht.
Zur Gestaltung der Gottesdienste fand sich ein kleiner Sängerkreis zu einem Chor zusammen, der sich 1979 nach dem russischen Mönchsvater Sergius von Radonez den Namen „Sergius-Chor“ gab. Dirigent wurde Heribert Tilmann.
Der Chor pflegte Beziehungen und einen gegenseitigen Sängeraustausch mit anderen ostkirchlichen Chören, z. B. dem Romanos-Chor in der Schweiz, dem Prokopius-Chor in Konstanz, den Wagenhausener Probsteisängern und dem Chrysostomus-Chor Vorarlberg.

## Wirken
Seine Hauptaufgabe sah der Chor darin, im Ritus der Ostkirchen gefeierte katholische Gottesdienste zu gestalten. Bei diesem Ritus kam dem Chor eine tragende Rolle zu, da instrumentale Kirchenmusik nicht üblich ist, Musik aber als „Transportmittel des Wortes zur Seele“ gebraucht wird.
Gesungen wurden meist Werke der russischen Tradition in deutscher und kirchenslawischer Sprache, wobei in erster Linie die überlieferte Art des klösterlichen russischen Gesangs gepflegt wurde, aber auch Werke zeitgenössischer Komponisten verwendet wurden.
Hauptquellen für die benützten Gesänge waren das große „Chorbuch für den Orthodoxen Gottesdienst“ in deutscher Sprache, herausgegeben vom Verein für Ostkirchliche Musik (VOM) in Basel und der „Sbornik“, eine umfangreiche Sammlung handgeschriebener Noten mit kirchenslawischen Texten, die von Pater Ludwig Pichler im Collegium Russicum in jahrzehntelanger Arbeit zusammengetragen und als Fotodruck veröffentlicht wurde.
Seit Anfang 2007 wird der Chor von Alfred Löscher geleitet. Im August 2009 wurde der Chor unter dem Namen „Sergius-Chor Weingarten e. V.“ in einen eingetragenen Verein umgewandelt. Er bezeichnete sich als frei und unabhängig.
Im Sommer 2019 beschlossen die Mitglieder die Auflösung des Vereins und des Chores.
Der Chor hatte seinen Aufgabenbereich dadurch erweitert, dass er nicht nur wie bisher pro Jahr etwa 8 Liturgien gestaltete, sondern auch durch andere Gestaltungsformen die Schönheit der ostkirchlichen Musik weiteren Kreisen zugänglich machen wollte. Liturgien wurden in Süddeutschland, in Österreich, der Schweiz und Norditalien vom Sergius-Chor mitgestaltet und die Konzerte führte den Chor unter anderem auch nach Regensburg zusammen mit den Münchner Symphonikern.